# Dhubri (Distrikt)

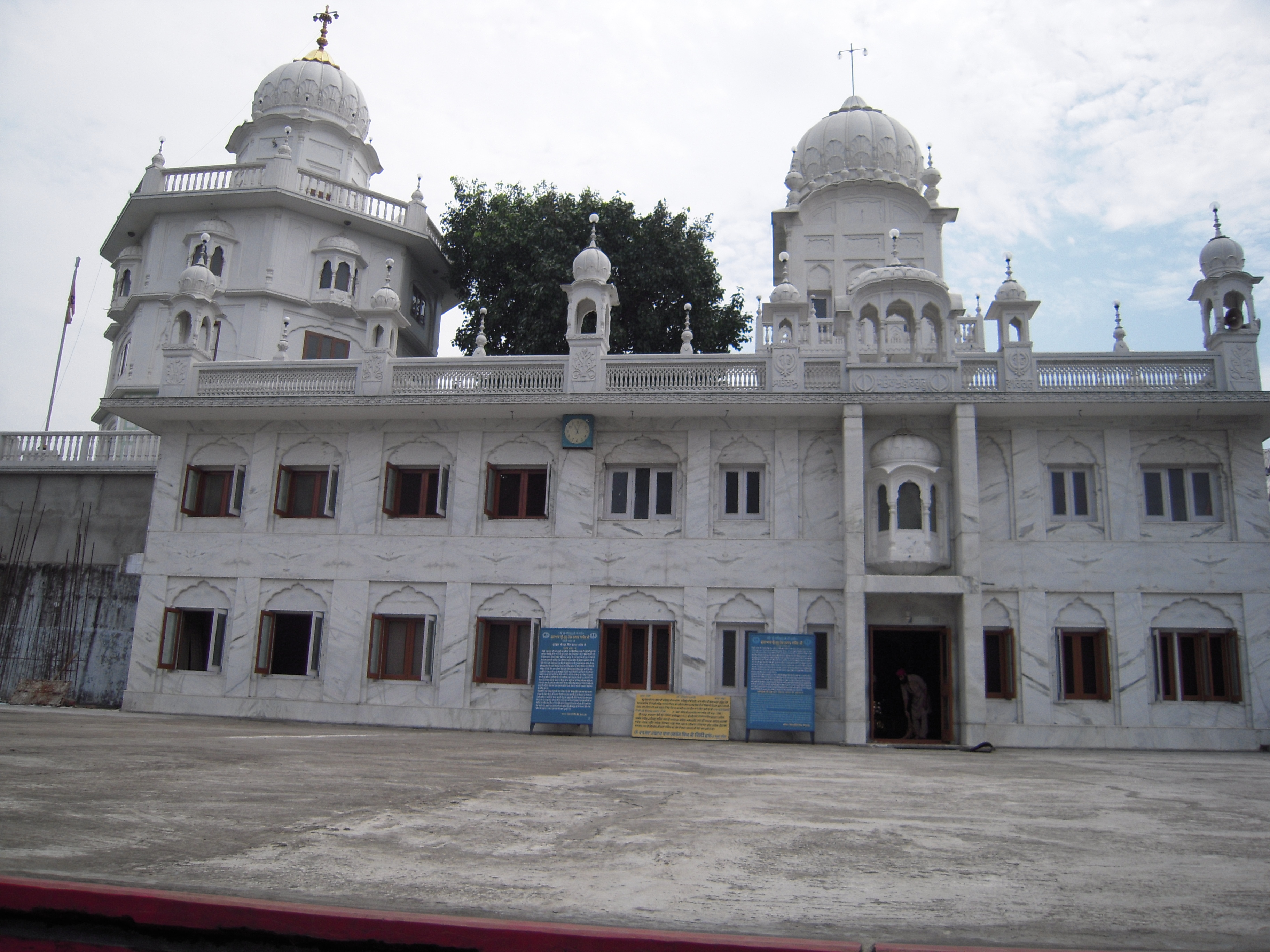
Dhubri

Dhubri ist ein Distrikt im indischen Bundesstaat Assam. Verwaltungssitz ist die gleichnamige Stadt Dhubri.

## Geografie
Der Distrikt liegt im Westen von Assam. Er grenzt im Norden an den Distrikt Kokrajhar, im Nordosten an den Distrikt Bongaigaon, im Südosten an den Distrikt Goalpara, im Süden an den Distrikt South Salmara-Mankachar, im Südwesten und Westen an Bangladesch sowie im Nordwesten an den indischen Bundesstaat Westbengalen.
Fast das gesamte Distriktsgebiet liegt im Flusstal des Brahmaputra oder des Gangadhar. Es hat zahlreiche kleine Hügel und es gibt nur wenige kleine Waldgebiete. Die Fläche beträgt 1608 km².

## Geschichte
Der Distrikt Dhubri teilt die Geschichte mit den Nachbardistrikten. Zuerst gehörte er von 350 bis 1140 zum Reich Kamarupa, später zum Königreich Kamata. Ab 1515 wurde es durch die Dynastie Koch regiert. Ein Familienzweig dieser Königsfamilie, die Bijni, verwaltete das Gebiet von 1587 bis 1614. Danach war es bis 1757 Teil des Mogulreichs. Nach der  Schlacht bei Plassey geriet es in den Einflussbereich der Britischen Ostindien-Kompanie. Nach der Schlacht von Buxar am 22. Oktober 1764 kam es endgültig unter britische Herrschaft. Doch wurde das Gebiet bis 1865 von Bhutan beansprucht und die Herrschaft der Kompanie war nicht absolut. Seit 1874 ist das Gebiet des heutigen Distrikts Teil von Assam.
Der Distrikt entstand im Jahr 1983 aus Teilen des bisherigen Distrikts Goalpara. 2015 wurde Süd Salmara-Mankachar abgetrennt und zu einem eigenen Distrikt, wodurch sich Fläche und Einwohnerzahl auf den heutigen Stand verkleinerten.

## Bevölkerung

### Einwohnerentwicklung
Die Bevölkerungszunahme zwischen 2001 und 2011 lag bei hohen 23,64 % oder rund 267.000 Menschen.

### Bedeutende Orte
Im Distrikt gibt es acht Orte, die als Städte (towns und notified towns) gelten. In diesen Städten wohnen insgesamt 177.539 Menschen oder 12,73 % der Distriktsbevölkerung. Die fünf Städte mit mehr als 10.000 Einwohnern sind:
Städte mit weniger als 10.000 Einwohnern sind Jhagra Pt.III (8.838 Personen), Golokganj (8.244 Personen) und Anand Nagar (2.050 Personen).

### Volksgruppen
In Indien teilt man die Bevölkerung in die drei Kategorien general population, scheduled castes und scheduled tribes ein. Die scheduled castes (anerkannte Kasten) mit (2011) 62.628 Menschen (4,49 Prozent der Bevölkerung) werden heutzutage Dalit genannt (früher auch abschätzig Unberührbare betitelt). Die scheduled tribes sind die anerkannten Stammesgemeinschaften mit (2011) 2.300 Menschen (0,16 Prozent der Bevölkerung), die sich selber als Adivasi bezeichnen. Zu ihnen gehören in Assam 23 Volksgruppen. Im damaligen Distrikt Dhubri (heute die Distrikte Dhubri und South Salmara-Mankachar) gehörten beinahe alle Menschen, die sich zu den scheduled tribes zählen, zu den Hajong, Bodo (auch Boro/Borokachari genannt), Garo und Rabha. Die Anteile der scheduled tribes sind in den Subdistrikten überall sehr tief mit Anteilen zwischen 0,02 % in Agamoni und 0,46 % in Chapar.

### Bevölkerung des Distrikts nach Sprachen
Die Bevölkerung des Distrikts spricht mehrheitlich Assami. Assami (69,17 % der Bevölkerung) und Bengali (25,54 % der Bevölkerung; mit Bengali und Rajbangsi) sind die beiden dominierenden Sprachgruppen. In sechs der acht Subdistrikte ist Assami deutlich in der Mehrheit. Im Subdistrikt Bagribari liegt Assami nur knapp vor Bengali und im Subdistrikt Gossaigaon dominiert Bengali deutlich. Die Muttersprachler von Sindhi leben zerstreut auf dem Land. Sie wurden für den Teeanbau rekrutiert.
In den Städten gibt es zahlreiche Menschen, die eine Sprache aus der Sprachgruppe Hindi als Muttersprache haben. In den acht Städten dominieren Assami mit 44,52 % Anteil, Bengali mit 40,89 % und Hindi mit 13,81 %. In je vier Städten sind Assami und Bengali die meistverbreitetste Muttersprache. Hindi ist besonders in den beiden Städten Dhubri und Gauripur überdurchschnittlich vertreten. Die weitverbreitetsten Einzelsprachen zeigt die folgende Tabelle:
| 2011                                   | 529.392 | 54,90 | 264.606 | 18,98 | 78.800 | 5,65 | 29.942 | 2,15 | 16.909 | 1,21 | 1.394.144 | 100,00 |
| Quelle: Ergebnis der Volkszählung 2011 |         |       |         |       |        |      |        |      |        |      |           |        |

### Bevölkerung des Distrikts nach Bekenntnissen
Die Muslime (Assamesen und Bengalis) stellen die Bevölkerungsmehrheit. Dies vorwiegend wegen der starken Zuwanderung von muslimischen Bengalen aus dem benachbarten Bangladesch. Ursprünglich waren die Hindus die stärkste Glaubensgemeinschaft; die Animisten und Muslime bildeten zu Beginn des 20. Jahrhunderts starke Minderheiten. Obwohl seit 1900 ein Teil der scheduled tribes zum Hinduismus übergetreten ist, hat der Distrikt heutzutage eine muslimische Mehrheit.
Die Muslime sind in allen Subdistrikten in der Mehrheit mit Anteilen zwischen 58,67 % in Golokganj und 91,94 % im Subdistrikt Bagribari. In den Subdistrikten Golokganj (41,14 %) und Agamoni (40,29 %) gibt es bedeutende Hinduminderheiten. Mit Ausnahme des Subdistrikts Bagribari haben die Hindus in allen Subdistrikten einen Anteil von mehr als zwanzig Prozent. Zudem sind die Hindus in den Städten in der Mehrheit. Fünf der acht Städte haben klare hinduistische Mehrheiten. In Anand Nagar und Jhagra Pt.III sind die Muslime in der Mehrheit und in Chapar sind die Hindus und Muslime beinahe gleich stark. 
Alle anderen Glaubensgemeinschaften sind unbedeutende Minderheiten mit Anteilen zwischen 0,00 % und 1,18 % (Christen; im Subdistrikt Chapar). Die genaue religiöse Zusammensetzung der Bevölkerung zeigt folgende Tabelle:
| 2011                                   | 87 | 0,01 | 2988 | 0,21 | 363.455 | 26,07 | 1573 | 0,11 | 1.024.583 | 73,49 | 226 | 0,02 | 42 | 0,00 | 1190 | 0,09 | 1.394.144 | 100,00 |
| Quelle: Ergebnis der Volkszählung 2011 |    |      |      |      |         |       |      |      |           |       |     |      |    |      |      |      |           |        |

## Verwaltungsgliederung
Der Distrikt teilt sich heute in die sieben Subdistrikte Agamoni, Bagribari (Pt), Bilasipara (Pt), Chapar (Pt), Dhubri (Pt), Golokganj (Pt) und Gossaigaon (Pt) auf.

## Wirtschaft
Die Landwirtschaft spielt eine wichtige Rolle. Hauptanbauprodukt ist Reis. Daneben werden Jute, Kartoffeln, Raps, Senfkorn Zuckerrohr und Urdbohne angebaut. Beim Gemüseanbau dominieren Kohl, Blumenkohl, Tomaten, Okra, Auberginen und Süßkartoffeln. Unter den Früchten sind Bananen, Jackfrucht, Guaven, Zitronen, Litschi und Mangos die meist angebauten Sorten.
Daneben spielt die Tierhaltung eine bedeutende Rolle. Geflügel, Rinder, Enten und Ziegen sind die meistgehaltenen Haustiere. Zudem halten die Bauern Schafe, Büffel und Schweine.
Nebst der Landwirtschaft ist auch die Fischerei von erheblicher Bedeutung. Es gibt nur wenige Industriebetriebe, die landwirtschaftliche Produkte weiterverarbeiten. Kleinere Betriebe verarbeiten Baumwolle und Textilien. In der Heimarbeit dominieren Weberei und Töpferei und im Handwerk sind Schmiede, Goldschmiede und Silberschmiede die häufigsten Berufe.
Die insgesamt 483.725 Beschäftigten gliedern sich in 372.902 Hauptbeschäftigte/Vollzeitarbeitende und 110.823 Gelegenheitsarbeitende/geringfügig Beschäftigte auf. Beruflich sind 151.396 Personen oder 31,30 % Bauern und Bäuerinnen, 124.707 Personen oder 25,78 % Angestellte in der Landwirtschaft (Knechte, Mägde, Wanderarbeiter und Wanderarbeiterinnen), 20.662 Personen oder 4,27 % in Heimarbeit/im lokalen Kleingewerbe und 186.960 Personen oder 38,65 % in anderen Berufen tätig (Gewerbe, Handel, Dienstleistungsberufe, Industriebeschäftigte, Haushaltsangestellte etc.).
Von den Erwerbstätigen sind 382.142 Männer und 101.583 Frauen. Nur 42.642 Frauen oder 6,29 % der weiblichen Bevölkerung arbeiten als Hauptbeschäftigte/Vollzeitarbeitende. Unter den Hauptbeschäftigten/Vollzeitarbeitenden sind 330.260 Personen oder 88,56 % männlich.